# Classe Shishumar
Les navires de la classe Shishumar sont des sous-marins d'attaque conventionnels diesel-électriques, actuellement en service actif dans la marine indienne. Ces sous-marins sont une variante indienne des sous-marins de Type 209 développés par le chantier naval allemand Howaldtswerke-Deutsche Werft (HDW) sous la désignation interne de Type 209/1500. Les deux premiers navires ont été construits par HDW à Kiel (Allemagne), tandis que les autres ont été construits au chantier naval Mazagon à Bombay (Inde) dans le cadre d’un accord de transfert de technologie. Les sous-marins ont été mis en service entre 1986 et 1994. Ces sous-marins ont un déplacement de 1 660 tonnes en surface, une vitesse de 22 nœuds (41 km/h) et un équipage de 40 hommes dont huit officiers.

## Historique
L’Inde a signé le 11 décembre 1981 l’accord avec Howaldtswerke-Deutsche Werft pour ces sous-marins. L’accord prévoyait la construction de deux sous-marins en Allemagne de l'Ouest, la fourniture de kits pour l’assemblage de deux autres sous-marins au chantier naval Mazagon, et la formation aux services de construction et de logistique. Un accord a été annoncé en 1984 pour la construction de deux sous-marins supplémentaires à MDL, mais a ensuite été annulé en raison de la récession du début des années 1980.Les quatre sous-marins qui ont finalement été construits forment la 10e escadrille de sous-marins basée à Bombay.

## Mise à niveau à mi-vie
La marine indienne a passé un contrat de 151 millions de dollars pour la mise à niveau à mi-vie et la certification de l’INS Shishumar. Le carénage sera effectué par le chantier naval Mazagon à Bombay, avec la coopération technique de ThyssenKrupp Marine Systems,. Le carénage devrait être achevé d’ici 2021. Une mise à niveau similaire sera effectuée pour un autre navire de la classe Shishumar à suivre.

## Navires de la classe
| Nom           | Pennant number | Constructeur                 | Port d’attache        | Pose de la quille  | Lancement         | Commission        |
| ------------- | -------------- | ---------------------------- | --------------------- | ------------------ | ----------------- | ----------------- |
| INS Shishumar | S44            | Howaldtswerke-Deutsche Werft | INS Vajrabahu, Bombay | 1er mai 1982       | 13 décembre 1984  | 22 septembre 1986 |
| INS Shankush  | S45            | Howaldtswerke-Deutsche Werft | INS Vajrabahu, Bombay | 1er septembre 1982 | 11 mai 1984       | 20 novembre 1986  |
| INS Shalki    | S46            | Chantier naval Mazagon       | INS Vajrabahu, Bombay | 5 juin 1984        | 30 septembre 1989 | 7 février 1992    |
| INS Shankul   | S47            | Chantier naval Mazagon       | INS Vajrabahu, Bombay | 3 septembre 1989   | 21 mars 1992      | 28 mai 1994       |

## Commissions reçues lors de la commande
Dans une interview accordée en juillet 2005 à NDTV, Vishwanath Pratap Singh a déclaré qu’en 1987, alors qu’il était ministre, il avait reçu un télégramme de l’ambassadeur indien en Allemagne avec l’information que des agents indiens avaient reçu d’importantes commissions illégales dans le contrat des sous-marins HDW. Singh en a informé le Premier ministre de l’époque, Rajiv Gandhi, et a ouvert une enquête. Par la suite, cela a conduit à des divergences et Singh a décidé de démissionner du gouvernement.